# Tailgates & Tanlines
Tailgates & Tanlines è il terzo album del cantante country americano Luke Bryan. L'album è stato pubblicato il 9 agosto 2011 dalla Capitol Nashville. Bryan ha co-scritto 8 tracce su 14. L'album ha venduto oltre un milione di copie L'album viene decretato da Billboard il sesto miglior album del 2012

## Tracce
1. Country Girl (Shake It for Me) – 3:45
2. Kiss Tomorrow Goodbye – 3:23
3. Drunk on You – 3:33
4. Too Damn Young – 3:36
5. I Don't Want This Night to End – 3:39
6. You Don't Know Jack – 3:16
7. Harvest Time – 3:27
8. I Know You're Gonna Be There – 3:36
9. Muckalee Creek Water – 3:56
10. Tailgate Blues – 3:43
11. Been There, Done That – 4:29
12. Faded Away – 3:48
13. I Knew You That Way – 3:32
14. That Don't Just Happen – 3:32

Durata totale: 51:15

## Classifiche
| Classifica (2011)     | Posizione massima |
| --------------------- | ----------------- |
| Canada                | 6                 |
| Regno Unito (country) | 7                 |
| USA Billboard 200     | 2                 |
| USA (country)         | 1                 |

| Classifica di fine anno (2011) | Posizione |
| ------------------------------ | --------- |
| Stati Uniti                    | 61        |

| Classifica di fine anno (2012) | Posizione |
| ------------------------------ | --------- |
| Stati Uniti                    | 6         |